# Schistomitrium brevi-apiculatum
Schistomitrium brevi-apiculatum är en bladmossart som beskrevs av Brotherus 1898. Schistomitrium brevi-apiculatum ingår i släktet Schistomitrium och familjen Dicranaceae. Inga underarter finns listade i Catalogue of Life.